# Bahnstrecke Lužná u Rakovníka–Rakovník
| Kursbuchstrecke (SŽ): | ČD 120               |                                             |                                             |
| Streckenlänge: | 9,186 km             |                                             |                                             |
| Spurweite: | 1435 mm (Normalspur) |                                             |                                             |
| Streckengeschwindigkeit: | 50 km/h              |                                             |                                             |
| |                      |                                             |                                             |
| \| \| \| von Prag (vorm. BEB) \| \| \| \| 0,000 \| Lužná u Rakovníka früher Luschna-Lischan \| 385 m \| \| \| \| nach Chomutov (vorm. BEB) \| \| \| \| \| Anschl Šamotka \| \| \| \| ~6,5 \| Rakovník zastávka \| 335 m \| \| \| \| Rakovnický potok \| \| \| \| \| von Beroun (vorm. Rakonitz–Protivíner Bahn) \| \| \| \| 9,186 \| Rakovník früher Rakonitz \| 325 m \| \| \| \| nach Bečov nad Teplou und nach Mladotice \| \| \| \| \| nach Louny (vorm. Eisenbahn Rakonitz–Laun) \| \| |                      |                                             |                                             |
| Strecke |                      | von Prag (vorm. BEB)                        | von Prag (vorm. BEB)                        |
| Bahnhof | 0,000                | Lužná u Rakovníka früher Luschna-Lischan    | 385 m                                       |
| Abzweig geradeaus und nach rechts |                      | nach Chomutov (vorm. BEB)                   | nach Chomutov (vorm. BEB)                   |
| Abzweig geradeaus und nach links |                      | Anschl Šamotka                              | Anschl Šamotka                              |
| Haltepunkt / Haltestelle | ~6,5                 | Rakovník zastávka                           | 335 m                                       |
| Brücke über Wasserlauf |                      | Rakovnický potok                            | Rakovnický potok                            |
| Abzweig geradeaus und von links |                      | von Beroun (vorm. Rakonitz–Protivíner Bahn) | von Beroun (vorm. Rakonitz–Protivíner Bahn) |
| Bahnhof | 9,186                | Rakovník früher Rakonitz                    | 325 m                                       |
| Abzweig geradeaus und nach links |                      | nach Bečov nad Teplou und nach Mladotice    | nach Bečov nad Teplou und nach Mladotice    |
| Strecke |                      | nach Louny (vorm. Eisenbahn Rakonitz–Laun)  | nach Louny (vorm. Eisenbahn Rakonitz–Laun)  |

Die Bahnstrecke Lužná u Rakovníka–Rakovník ist eine eingleisige Hauptbahn („celostátní dráha“) in Tschechien, welche ursprünglich durch die Buschtěhrader Eisenbahngesellschaft (BEB) erbaut und betrieben wurde. Die kurze Verbindungsbahn zweigt in Lužná u Rakovníka von der Bahnstrecke Praha–Chomutov ab und führt nach Rakovník.

## Geschichte

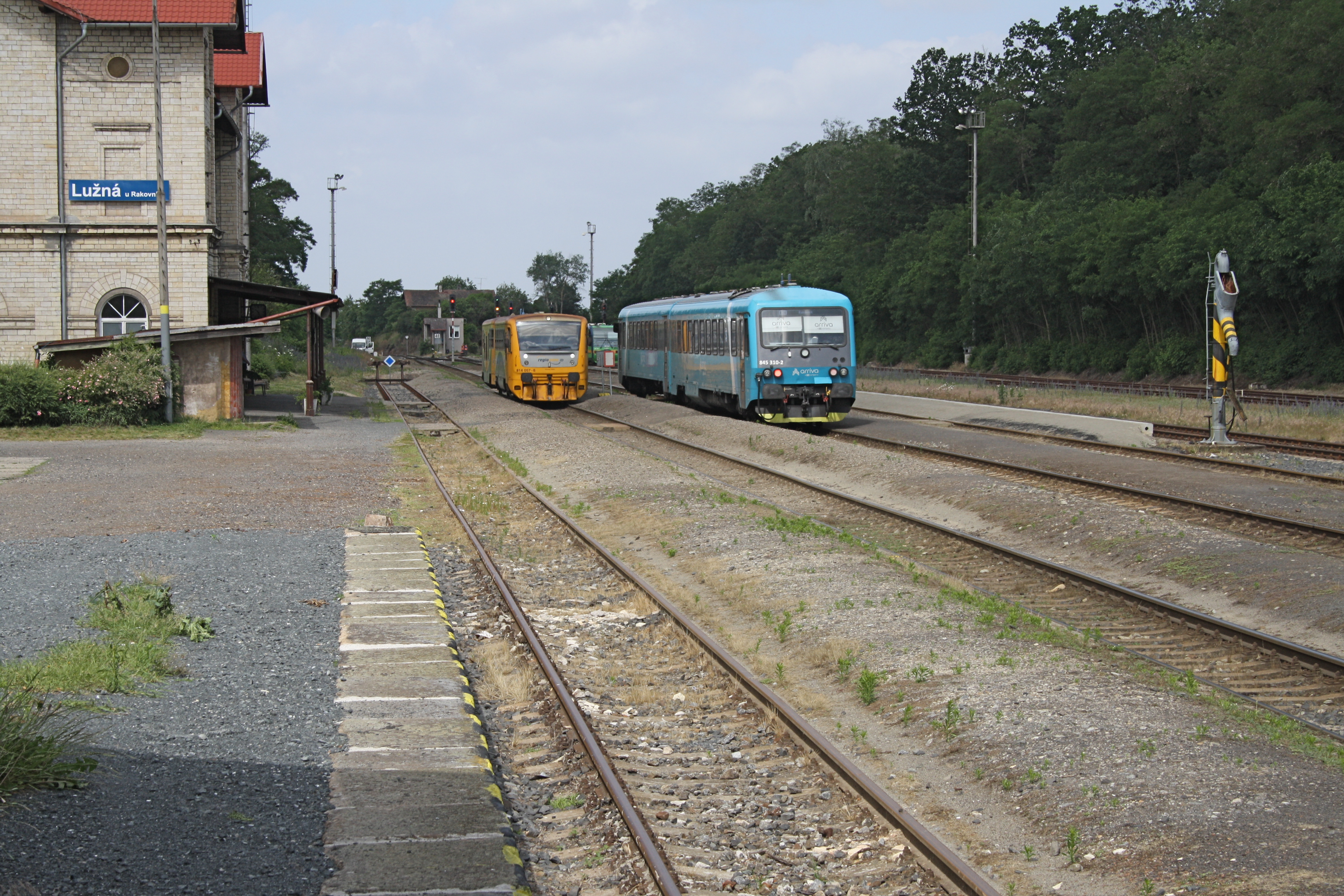
Bahnhof Lužná u Rakovníka

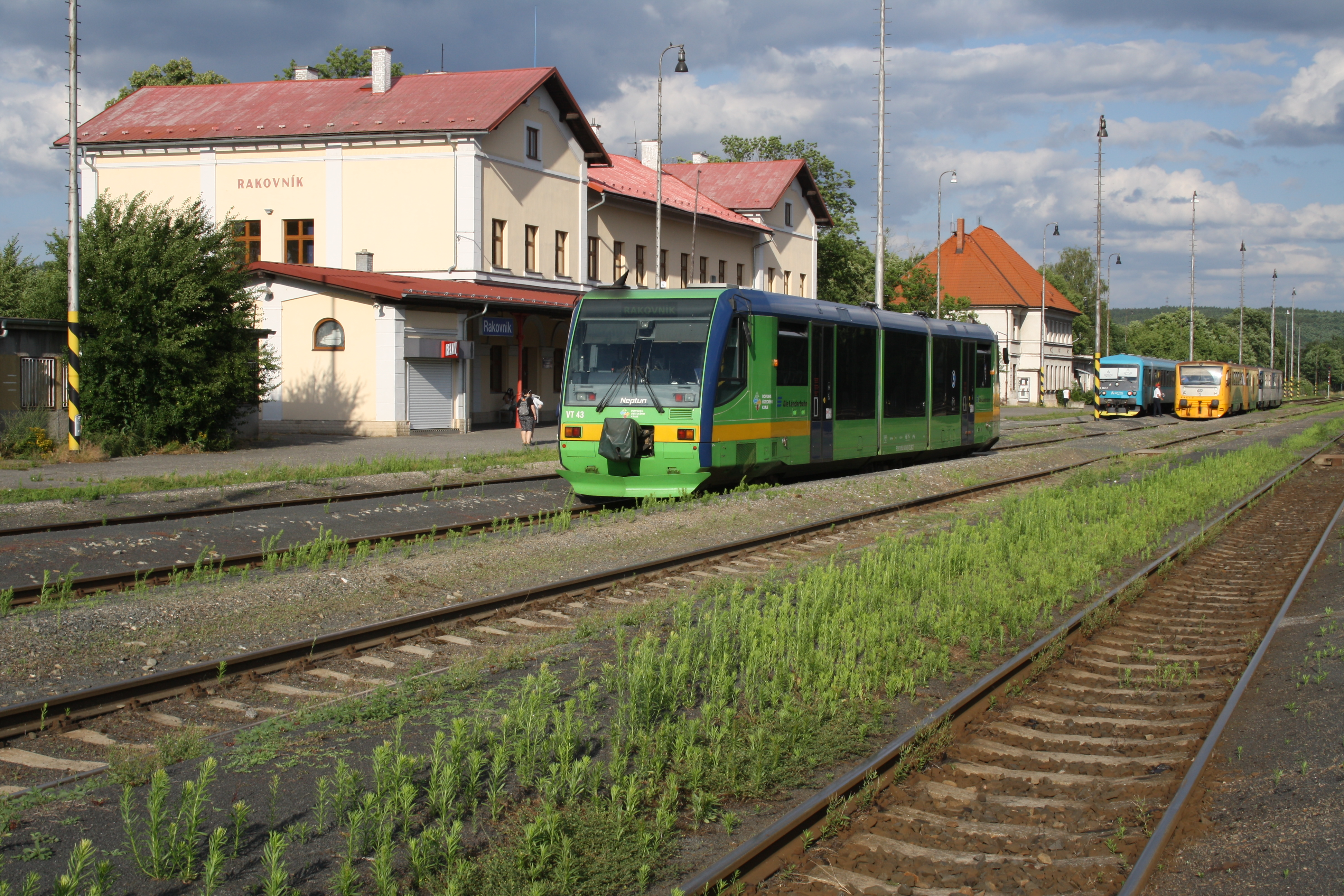
Bahnhof Rakovník

Am 3. Juni 1868 erhielt die Buschtěhrader Eisenbahngesellschaft per Gesetz die Genehmigung zum Bau einer Eisenbahn von Prag über Saaz und Komotau an die königlich sächsische Gränze zum Anschlusse an die Chemnitz-Annaberger Bahn und mit einer Flügelbahn in das Rakonitzer Kohlenrevier, dann von Priesen über Karlsbad nach Eger und Franzensbad. Am 4. Februar 1871 war der durchgehende Schienenweg von Prag nach Komotau fertiggestellt. Am 5. Juni desselben Jahres wurde auch auf der Zweigbahn von Luschna-Lischan nach der temporären Station Rakonitz der Betrieb aufgenommen.
Wenig später wurde die Strecke noch um 2,55 km bis zum heutigen Bahnhof in Rakovník verlängert. Am 5. März 1873 wurde die Erweiterung für den Güterverkehr eröffnet, Reisezugverkehr fand ab 1. Mai 1873 statt.
Nach der Verstaatlichung der BEB ging die Strecke am 1. Januar 1923 an die Tschechoslowakischen Staatsbahnen ČSD über.
Am 1. Januar 1993 ging die Strecke im Zuge der Auflösung der Tschechoslowakei an die neu gegründeten České dráhy (ČD) über.
Heute wird die Strecke sowohl von Personen- als auch Eilzügen in der Relation Praha–Lužná u Rakovníka–Rakovník bedient. Weitere Züge verkehren jeweils im Anschluss an die Züge der Linie Praha–Chomutov. Der Fahrplan 2008 verzeichnet insgesamt 14 werktägliche Reisezugpaare zwischen Lužná u Rakovníka und Rakovník.